# Elżbieta Pawlas
Elżbieta Krystyna Pawlas, z domu Mnich (ur. 23 lutego 1934 w Gdyni) – polska florecistka, trenerka, olimpijka z Rzymu 1960 i Meksyku 1968.
Specjalizowała się we florecie. Wielokrotna drużynowa mistrzyni Polski w latach 1955–1963 i 1966–1968 oraz indywidualna wicemistrzyni Polski w latach 1959–1960.
Uczestniczka mistrzostw świata w roku 1959.
Na igrzyskach olimpijskich w roku 1960 indywidualnie zajęła 6. miejsce (jako pierwsza polska florecistka awansowała do finałowej części turnieju) a w turnieju drużynowym (partnerkami były: Sylwia Julito, Wanda Kaczmarczyk, Genowefa Migas, Barbara Orzechowska) Polski zajęły miejsca 5.-8..
Na igrzyskach olimpijskich w roku 1968 startowała tylko w turnieju drużynowym (partnerkami były: Halina Balon, Elżbieta Cymerman, Wanda Fukała, Kamilla Składanowska). Polski odpadły w eliminacjach.
Po zakończeniu kariery sportowej podjęła pracę trenera. Pracowała m.in. w GKS Katowice w latach 1966–1973.
Żona olimpijczyka Zygmunta Pawlasa.